# Griffin Easter
Pour les articles homonymes, voir Easter (homonymie).
Griffin Easter, né le 6 novembre 1991 à Claremont (Californie), est un coureur cycliste américain.

## Biographie
Au mois d'août 2017, il gagne la sixième étape du Tour de Colombie.

## Palmarès

### Par année
- 2013
  - 3e du Quad Cities Criterium
- 2017
  - 6e étape du Tour de Colombie
  - 3e du Johnson City Omnium
- 2018
  - 3e étape (b) du Tour de Beauce
  - 4e étape de la Gateway Cup
  - 2e de la Gateway Cup
- 2019
  - 4e étape du Tour de Beauce

### Classements mondiaux
| Année            | 2015   | 2016   | 2017 |
| ---------------- | ------ | ------ | ---- |
| UCI Europe Tour  | 1 039e | 1 021e |      |
| UCI America Tour |        | 487e   | 185e |
| UCI Asia Tour    |        | 405e   |      |